# Ribarița, Sofia
Ribarița (în bulgară Рибарица) este un sat în comuna Etropole, regiunea Sofia,  Bulgaria. 

## Demografie
Componența etnică a satului Ribarița
     Bulgari (96,9%)
     Nicio identificare (3,09%)
     Altele (0%)
La recensământul din 2011, populația satului Ribarița era de 226 locuitori. Din punct de vedere etnic, majoritatea locuitorilor (96,9%) erau bulgari. Pentru 3,09% din locuitori nu este cunoscută apartenența etnică.